# ハンガリー (リスト)
『ハンガリー』（Hungaria） S.103, R.420は、フランツ・リストが作曲した9番目の交響詩。原題の”Hungaria”はハンガリーのラテン語名である。

## 概要
旧作のピアノ曲の「ハンガリー風の大行進曲」の改定・改作・編曲版。作曲者の祖国愛が良く反映された音楽。他に2台のピアノ編曲版が存在する。

## 作曲年代
1854年

## 編成
ピッコロ、フルート2、オーボエ2、イングリュッシュホルン、クラリネット2、ホルン4、トランペット3、トロンボーン3、チューバ、ティンパニ3個、シンバル、バスドラム、タムタム、中太鼓、弦五部

## 演奏時間
約23分。

## 構成
長い導入部はファゴットとホルンに低弦のラルゴ・コン・デュオーロでニ短調、主部はアレグロ・エロイコでリスト特有の金管のファンファーレで始まるロ長調。なおこの曲には短縮形がオプションで2種類ある。